# Visionary position
Visionary position is het debuutalbum van Panic Room. Het album is opgenomen in de Vimana geluidsstudio in Glais, Wales. Het album viel in goede aarde bij de liefhebbers van de progressieve rock, mede gezien de afwisseling van stijlen die te horen zijn op het album. Een andere groep vond dat nu juist het manco van het album, men zag geen eigen geluid van de band. Dat laatste werd ondersteund vanuit de basis van de band; de band Karnataka leverde drie van de vijf musici.

## Musici
- Anne-Marie Helder – zang, dwarsfluit
- Paul Davies – gitaar
- Alun Vaughan – basgitaar
- Jonathan Edwards – toetsinstrumenten, elektronica
- Gavin Griffiths – slagwerk

Met medewerking van
- Peter Charlton – gitaar
- Liz Pendergast – elektrische viool
- Gary Philips – nylongitaar Apocalypstick

## Muziek
| Nr. | Titel                                                                             | Duur  |
| --- | --------------------------------------------------------------------------------- | ----- |
| 1.  | Elektra city (Edwards, Helder)                                                    | 8:31  |
| 2.  | Endgame (speed of life) (Davies, Edwards, Helder)                                 | 10:12 |
| 3.  | Firefly (Edwards, Helder)                                                         | 5:16  |
| 4.  | Reborn (Edwards, Helder)                                                          | 4:58  |
| 5.  | Moon on the water (Edwards, Helder)                                               | 3:00  |
| 6.  | Apocalypstick (Edwards, Helder)                                                   | 6:07  |
| 7.  | I wonder what’s keeping my true love tonight (arrangement Panic Room, Pendergast) | 8:12  |
| 8.  | The dreaming (Edwards, Helder)                                                    | 18:55 |